# The Dig (počítačová hra)
The Dig je sci-fi počítačová hra, žánrově grafická point-and-click adventura, vyvinutá společností LucasArts v roce 1995. Je to nejvážnější z adventur od této herní firmy. Neobsahuje žádný černý humor a gagy, které jsou tak typické u ostatních titulů od LucasArts. Je to také jejich jediná hra, která perfektně pasuje do žánru science fiction.
Dnes je hru možné hrát na celé řadě platforem, protože je podporována programem DOSBox a ScummVM.

## Příběh
Hra začíná na Borneu, kde radioteleskop zaznamená neidentifikovatelný objekt, který směřuje přímo k Zemi. Ukáže se, že jde o gigantický asteroid, který by při kolizi se Zemí způsobil katastrofu. Je složen tým pěti astronautů, kteří mají za úkol doletět raketoplánem k asteroidu, pojmenovaném Attila po vůdci kmene Hunů, a umístit na jeho povrch jaderné nálože. Jejich výbuch by měl vychýlit asteroid a navést jej na stabilní oběžnou dráhu kolem Země. Posádka je tvořena následujícími astronauty:
- Boston Low – hlavní postava hry, penzionovaný astronaut a specialista na přežití
- Dr. Ludger Brink – archeolog a geolog
- Maggie Robbins – reportérka a dokonalá specialistka na lingvistiku
- Ken Borden – pilot raketoplánu
- Cora Miles – technička NASA a politická kandidátka